# Am Südhang
Am Südhang ist der Titel einer vor dem Ersten Weltkrieg entstandenen Novelle von Eduard von Keyserling. Erzählt wird der durch ein bevorstehendes Duell belastete einwöchige Aufenthalt des Leutnants Karl Erdmann von West-Wallbaum bei seiner Familie im Landhaus am Südhang. Dort führen die Liebesverstrickungen der umworbenen Daniela von Bardow zu einem tragischen Ende.

## Inhalt

### Landidylle
Die Novelle beginnt mit Karl Erdmann von West-Wallbaums Ankunft im elterlichen Landhaus, wo er seinen Urlaub von der Garnison verbringen will. Er ist gerade Leutnant geworden und hat „das Gefühl, als sei etwas Neues in ihm; das ihn zu einem andern macht[-], zu einem, der mehr Recht auf Liebe, Bewunderung und alles Gute der Welt hat[-] als der frühere Karl Erdmann.“ Er geht davon aus, dass seine Familie dies versteht, denn das sei es ja, „was das Leben zu Hause so weich und verwöhnend“ mache, „dass man sich so mühelos einander“ verstehe. „Menschen, die einander leicht verstehen, wissen, dass sie einander leicht verwunden können“. Daher komme „vielleicht in das Leben dort zu Hause die köstliche Behutsamkeit des Umgangs“, die ihm „stets die Empfindung [gibt], als sei er etwas sehr Kostbares, das zart angefasst werden muss[-]“. Von dieser Erwartung ausgehend sollen es für Karl „zwei ganz sorglose Monate“ werden, „denn die Schulden hatte er schon gebeichtet“.
Die ersten Ferientage verlaufen, von einer Entenjagd am See unterbrochen, gleichförmig mit spätem Frühstück, Spaziergängen durch den altmodischen Obst-Garten mit den „Düften der Rosen“, der reifen Pflaumen und Birnen und durch den Gemüsegarten „mit den scharfen Gerüchen der Sellerie- und der Zwiebelpflanzen“, dem Warten auf die Mahlzeiten, Beobachten der Birnen erntenden Kinder, des eifrigen Dienstpersonals und der arbeitenden Bauern, Langeweile und Müdigkeit, Gespräche in der Bohnenlaube, Bowl auf der Gartentreppe: „Man [sitzt] da zusammen in der Dämmerung der nordischen Sommernacht, die schwer von Düften [ist]“.
Die Feriengesellschaft besteht außer dem Dienstpersonal, Aristides Dorn, dem Hauslehrer Leos, und Fräulein Undamm, der Gouvernanten Heidas, nur aus wenigen Familienmitgliedern und einem Gast: Daniela von Bardow. Die geschiedene schöne Freundin der Hausherrin ist Mittelpunkt der sie bewundernden Männer, die sich, wie Graf Lynck ironisch bemerkt, als Windmühlenflügel um sie drehen: Hauptmann Botho, Karls älterer Bruder, Legationsrat Graf Ottomar von der Lynck, der Verlobte seiner Schwester Oda, sogar der jüngere Bruder, der fünfzehnjährige Leo, und v. a. dessen Hauslehrer Dorn. Eifersüchtig beobachtet Karl, dass Frau v. Bardow diese Verliebten offenbar ernster als ihn nimmt: „[S]ie ruht[-] nicht eher, als bis der Zauber der Sommernacht für alle Männer um sie her voll von ihr [ist]. Nur mit ihm hat[-] sie heute noch nicht gesprochen.“

### Duell
Ein Störfaktor der Idylle ist das in einer Woche bevorstehende Duell Karls, eine Ehrenpflicht gegen einen „betrunkenen Referendar, der sich Redensarten gegen das Regiment erlaubt hat[-]“. Diesen Zweikampf versucht er einerseits zu verharmlosen: Es ist für ihn eine „unvermeidliche[-] Geschäftssache, die abgemacht werden muss[-], nicht anders“, und mit der man in seinen Kreisen unaufgeregt diszipliniert umgeht. Nur muss sie vor den Frauen und Kindern geheim gehalten werden, damit die Ferienstimmung nicht verdorben wird. Andererseits gehört das Duell in seinem Bewusstsein zu den Ereignissen dieses Sommers dazu und gibt dem Bild dieses Sommers, „der Gestalt Karl Erdmanns doch ein eigenes, ein wenig mystisches Licht“. Aber es soll seine Freude nicht stören: „Er würde nichts anderes zu tun haben, als im alten Garten umherschlendern, auf den Wiesen liegen, von seiner Mutter und seinen Schwestern sich verwöhnen lassen, des Vaters gute Zigarren rauchen und ungestört dieses süße Gefühlvolle in sich gewähren lassen, wie es nur in den alten elterlichen Landhäusern“ gedeiht, wo sich seltsamerweise „jedes kleine Ereignis mit einer Gefühlsatmosphäre [umgibt], die es groß und farbig erscheinen [lässt] wie der durch Abenddünste aufsteigende Mond“.
Nur drei Männer sind über das Ereignis informiert. Karls Vater, sein Bruder und sein Schwager leisten ihm Beistand, übernehmen die Verhandlung mit der Gegenseite und organisieren Termin, Ort und den Ablauf. Sie loben seine Pflichterfüllung für seine Garnison und bescheinigen ihm ein „korrektes“ professionelles Verhalten und er ist „stolz darauf, so einer auserwählten Klasse von Menschen zu gehören“. Aber die möglichen Folgen des Schusswechsels tauchen doch immer wieder in seinen Gedanken auf: „Das Bewusstsein, dass dieses Treiben hier ruhig fort[geht], wenn er drüben in der Garnison [ist], das [ist] beruhigend und angenehm, aber zu denken, dass, wenn er überhaupt nicht mehr wäre – nach dem Duell vielleicht – alles hier so weiter[gehe], dieser Gedanke [ist] unerträglich, fast demütigend“. Er spürt eine „seltsame Unruhe, die ihm jetzt im Blute [sitzt], als könnte er etwas versäumen, als müsste etwas geschehen, etwas getan werden. Es [ist] ihm, als hätte er die Aufgabe, etwas sehr Wichtiges seines Lebens zu erleben, und sei ungeduldig, dass die Sache nicht schnell genug vorwärts[gehe].“
Als sich durch eine Unachtsamkeit die Nachricht bei den Feriengästen verbreitet, versuchen alle die Stimmung äußerlich hochzuhalten und tabuisieren das Thema. Nur der Hauslehrer Dorn spricht ihn in der Nacht vor dem Duell, in einer Situation der Eifersucht auf Daniela, darauf an. Für den bürgerlichen Angestellten ist es „eine in ihrer Art fein erfundene Einrichtung“. Sie erreiche ihren Zweck, sie drapiere: „Die Todesmöglichkeit als Dekoration“ für Leute, die den Alltag nicht vertragen können: „Aber das ist nun die Regel dieses Lebens hier, immer ausschmücken, und da muss denn so etwas Dramatisches Effekt machen, Todesgefahr ist eine Art bengalischer Beleuchtung. Dagegen kommt natürlich ein einfacher Werktagsmensch wie ich nicht auf.“
Karl, der in der Nacht vor der Abreise zum Duellort von Daniele „geliebt und beweint wurde“, reist am nächsten Morgen mit Botho und Graf Lynck „fröhlich seiner ritterlichen Pflicht entgegen[-]“ und spricht am Abend vor seinem Duell in der Wildhüterei mit dem jungen Arzt Ulich über den Tod und den Sinn des Duells. Als sie das „große Rauschen des Waldes langatmig und ernst“ hören, denkt er darüber nach, ob „es sich in dem großen Rufen dort oben um anders wichtige Sachen handelt, als [sie] hier treiben“, und der Doktor ergänzt begeistert: „Sie schauen uns zu […] die Bäume und die Sterne und die ganze große Natur. Wir sitzen hier wie auf einer kleinen mystischen Lichtinsel […] alles ist hier mystisch. Wenn wir bedenken, wozu wir hier sind“. Er ahne, dass dort ein großes Sein sein Wesen treibe und wenn er einmal aus dieser Lichtinsel in die große Finsternis hineinschmelze, werde auch er „als das große Wesen, als die große Finsternis, als das große Sein [s]ein Wesen treiben“. Er verbindet diese Gedanken mit dem Duell: „[A]n sich ein Mysterium, eine erhabene Sinnlosigkeit, eine sakramentale Handlung, credo quia absurdum est. Wer hat einen Vorteil davon, bitte? Und doch welch eine Wirkung“. Das sei alles unbegreiflich: „Was ist der Mensch für ein unheimliches Wesen, un monstre incompréhensible“, sage Pascal. Aber wenn der Tod sich hereinmische, werde die Sache feierlich. Graf Lynck desillusioniert ihn mit seiner Erklärung, man gewinne zwar nichts dabei, aber wenn der andere nichts dabei gewinne, sei das eine Genugtuung über den Verlust seines Gegenspielers. Bei einem Spaziergang durch den Wald will Karl etwas von den mystischen Gefühlen des Arztes entdecken. „Allein er spürt[-] nichts, immer nur [findet] er sich selbst mit seiner Freudlosigkeit, die ihn heute quält[-], mit einer kindischen Neigung, sich selbst zu bemitleiden, etwas Großes, Befreiendes [will] sich nicht einstellen, es [ist] recht ärgerlich.“
Das Duell im Morgengrauen des nächsten Tages (Kap. 9) verläuft korrekt nach den Regeln. Die Kontrahenten schießen aneinander vorbei und das Ritual endet mit der formalen Versöhnung:

### Daniela von Bardow
Zu den „goldenen schwülen Tagen“ der Landidylle zählt für Karl auch eine besondere Ferienliebe. „Das gehört[-] zu den Ferien wie das Glitzern des Weihnachtsschnees oder wie die gelben Augustbirnen.“ Draußen tritt er „zynisch und schneidig“ auf, hier wird er „empfindlich und feinschalig wie eine Frucht, die auf dem Südhange gereift ist“. Diese Liebe erhofft er sich von der geschiedenen Daniela v. Bardow, einer Freundin seiner Mutter, die während der Ferien zur Hausgemeinschaft gehört. Die arme Frau habe, erzählt Frau von West-Wallbaum, „ihre Feinde, die alles falsch deuten, was sie tut“. Sie ertrage es nun einmal nicht, „dass es um sie her traurig oder alltäglich ist“, sie könne nichts dafür, so wenig wie Lilien, die „um sie her süß und ein wenig schwül“ duften.
Karls Erwartungen erfüllen sich nicht in dem erhofften Maß. Nach der herzlichen Begrüßung, die für ihn „etwas Sakramentales“ hat, als er von einem zum andern geht und sich küssen lässt, nimmt er seine alte Rolle ein und auch Frau v. Bardow behandelt ihn geschwisterlich wie die jüngeren Kinder Leo und Heida. Er empfindet sie „wieder ergreifend schön“: „das schmale Gesicht mit der wunderbaren Klarheit der feinen Züge, dazu die schieferblauen Augen, die von den Wimpern so seltsam umschattet wurden, und der hellrote Mund, dessen Lächeln dem strengen Gesichte etwas Strahlendes und Blühendes verlieh. Bei Gott, diese Frau wirkt[-] auf Karl Erdmann so stark, dass, wenn er sie an[sieht], er sich so wehrlos und schwach wie ein verliebter Schuljunge fühlt[-].“
In seiner eigenen Verliebtheit registriert er zwar die Leiden Dorns und auch Odas, er nimmt sie aber nicht so ernst wie seine eigenen. Seine Schwester ist in ihrer Beziehung zu Lynck unglücklich. Sie gesteht ihm, sie habe sich immer vorgestellt, „Sich-Lieben und Sich-Verloben, das sei eine einfache Sache“ Nun sieht sie, „dass Sich-Lieben etwas ganz Kompliziertes ist“. Ihr Verlobter behaupte, Menschen, die sich lieben, müssten sich nicht unbedingt verstehen, aber ihr werde, wenn sie jemanden nicht verstehe, „leicht unheimlich“ und sie fürchte sich von jeher im Dunkeln. Diesen Ausspruch der Schwester von Liebe und Verstehen übernimmt er in seinem folgenden Gespräch mit Daniela.
Als Daniela mit ihm am Abend des 3. Tages durch den Park schlendert, denkt Karl darüber nach, was er Bedeutendes sagen soll. „Es soll[-] nichts Gewöhnliches sein, jetzt muss[-] ein Erlebnis beginnen.“. Er fühlt sich weiterhin von ihr nicht ernst genommen und spricht sie darauf an, aber sie geht nicht darauf ein und rät ihm, die schönen ländlichen Tag einfach heiter zu genießen: „Sie sollen nicht auch kompliziert sein wollen, alle wollen jetzt kompliziert und geheimnisvoll sein, sie glauben, dann gefallen sie uns. Was heißt denn dies ›Interessantsein‹ anders, als ich leide an mir selber und bin bereit, dich an diesem Leiden teilnehmen zu lassen. Ach Gott, wenn die Männer doch wüssten, wie angenehm sie sind, wenn sie glücklich und verständlich sind.“ Als er auf der Suche nach etwas Bedeutungsvollem vom Verständnis füreinander und Glück spricht, ergänzt sie ihren Rat des unkomplizierten Lebens durch einen Blick in seine Zukunft: Seine zukünftige Frau solle „eines jener entzückenden, kleinen, rundlichen blonden Wesen sein […] Ein rundes rosa Gesicht und einen sehr roten Mund.“ Sie werde hellbraune Augen haben, die „sich so hübsch vom Licht durchleuchten“ lassen. Als Karl diese Beschreibung als Spott empfindet, ergänzt sie, sie werde „sehr gescheit“ sein: „[S]ie wird sofort verstehen, dass es Sie schmerzt, wenn Sie nicht für kompliziert und geheimnisvoll gehalten werden, und obgleich sie Sie deshalb lieben wird, weil Sie frisch und klar sind, so wird sie doch tun, als müsse sie irgendein geheimnisvolles Leiden, eine geheimnisvolle Zerrissenheit an Ihnen heilen und trösten.“ Darauf will Karl ihre Zuwendung durch seine Liebeserklärung erzwingen. Sie reagiert darauf abweisend und erinnert ihn an den Wunsch seiner Mutter, ihn „ruhig und glücklich“ zu sehen: „Es käme mir vor, als ob ich irgendein Heiligtum Ihrer Mutter zerstörte, etwas ihren geliebten Rasenplätzen antun würde oder so was.“ Der Vergleich mit dem Rasen, den die Mutter Löwenzahn-frei hält, ist für Karl eine weitere Kränkung durch die ironische Frau, die mitleidig auf seine Pflegebedürftigkeit und Jugend hinweist und ihm zu verstehen gibt, dass er für sie als Partner nicht in Frage kommt.
Offenbar vertritt Daniela ihre Lebenseinstellung auch den sie umwerbenden Männern gegenüber. Nachdem Karl am Abend des 2. Tages in der Bibliothek seinen Schwager bei einer Liebeserklärung überrascht, äußert sich Daniela ihm gegenüber spöttisch über die formelhaften Liebeserklärungen der Männer nach einem gesellschaftlichen Muster: „Diese Herren der großen Welt sind alle Pedanten, weil sich in ihrem Leben so oft die gleichen Lebenslagen wiederholen“ und meinen, sich in einer „gewitterschwüle[n] Sommernacht“ einer vermeintlich einsamen Frau erklären zu müssen.
In der Nacht des 3. Tages entschließt sich Karl einen Brief an Daniela zu schreiben, in den er „mit einem Male die schöne, spielerische Sicherheit dieser grausamen kleinen Frau in Stücke [reißt] und ein Menschenschicksal schwer und furchtbar in ihre Hände legt[-]“. Er schreibt davon, „wie öde und leer das Soldatenleben [ist], dem er von Jugend auf angehört[-], und wie das einzig Reine, Schöne und Starke in ihm von Jugend auf die Liebe zu [ihr] gewesen sei und dies könne sie mit Ihrem Spott und Ihrer spielerischen Verachtung totschlagen, aber dann liege auch an ihm nichts mehr.“ Am Tag darauf kommt es in der Bohnenlaube zu einer weiteren Aussprache. Sie geht nicht mehr auf den Inhalt des Briefes ein, sondern kritisiert den Stil und gibt ihm den Rat einer „älteren und erfahrenen Frau“, dass er in Zukunft, „wenn es einmal Ernst wird“, seine Botschaft kurz formulieren müsse, denn „ein hübscher Brief mach[e] keinen Eindruck“. Er signalisiere nur, dass der meist verheiratete Schreiber „verliebt in seinen Stil“ ist. „Nur Nähterinnen und Konfektionsfräulein lieben lange, hübsche Liebesbriefe, über die sie dann weinen“. Sie lächelt freundlich und schaut ihn an, „als sei er ein Kind, das sie gescholten und dem sie nun verziehen hat[-]“, dann wendet sie sich Herrn Dorn zu, der sie in Griechisch unterrichtet. Karl akzeptiert ihre Abweisung nicht. Er wirft ihr vor, sie zeige nicht ihre wahren Gefühle, sondern verstelle sich und spiele ihm die Rolle der Schwester und der erfahrenen Frau und der Gouvernante der Liebe, vor.
Am nächsten Tag (Kap. 6) spricht Daniela mit ihm, als wäre nichts vorgefallen und steigt zu ihm, Leo und dem Wildhüter ins Boot. Irritiert ist er über ihren Eifer bei der Entenjagd, an der sie als einzige Dame teilnimmt. Erstaunt bemerkt er, wie nach einem erfolgreichen Schuss „um ihre Lippen ein seltsames, fast leidenschaftliches Lächeln“ zuckt. (5. Tag, Kap. 6), während er traurig auf den Haufen toter Vögel im Boot schaut. Nach der Jagd treffen sich alle beim Picknick und plaudern u. a. über die Vorfreude an einem Festessen, das oft größer sei als der anschließende Genuss. Daniela bezieht dies metaphorisch auch auf die Jagd und das Leben und Karl fühlt, dass sie von ihm spricht: „Das Wahre ist, sich lange auf ein Glück freuen, und dann kommt das Glück ganz stark und schnell, und dann ist es wieder fort, dann ist es aus, und um uns ist es still und dunkel. Möchten Sie das nicht auch?“
Trotz dem Geheimhaltungs-Versuch ist die Nachricht von Karls Duell in der Familie, außer bei seiner Mutter, bekannt geworden und es breitet sich hinter der Ferienstimmung-Fassade Besorgnis und Angst aus, die sich steigert, als am 6. Tag Vorbereitungen für einen angeblichen Jagdausflug im Staatswald beim Lehtschen Krug getroffen werden. In der Nacht vor der Abreise zum Duellort lädt Daniela plötzlich Karl zu einem Treffen im „im Park auf der Bank unter dem Ahorn“ ein. Seine Spannung löst sich: Das musste kommen, darauf hat er den ganzen Tag gewartet. Sie umarmen sich auf einer Bank und sie geht anschließend mit den Worten „Der Morgen kommt“. „Sie weint“, denkt er „weil ich sterben werde.“

### Aristides Dorn
Daniela scheint nach Karls Einschätzung ein Lockspiel mit den Männern zu treiben, nur nicht mit ihm. Sie verbringt ihre Zeit außerhalb der gemeinsamen Unternehmungen v. a. mit Briefeschreiben und Lesen und sitzt noch spätabends mit einem Buch in der Bibliothek, während der Hauslehrer Dorn unruhig durch den Garten streift und zu dem beleuchteten Fenster sieht. Dieser fühlt sich in der „stillen von der Alltagswelt isolierten Ferienidylle als bürgerlicher Außenseiter: Karl gegenüber erklärt er seine Situation: Es sei „hier alles zusammengetragen, was gefallen muss, und nach Möglichkeit alles ausgeschaltet, was verletzen könnte. Das ist alles sehr schön, natürlich sollte es solch ein Leben nicht geben.“ Hier würde „das Lebensbild einigermaßen gefälscht“. Aber das Leben sei eine gefährliche, drohende Sache, in die einiges Hübsche hineingestreut ist […] Hier soll es nur weich und hübsch sein und ganz aus dem Hinwegdenken über das Schlimme bestehen.“ Wenn jemand, wie er, nicht geboren sei, „um in Seidenpapier gewickelt zu werden“, so sei das gefährlich. Vielleicht hasse er das Leben hier und lehne es ab, weil er an sich eine Ermüdung feststelle, sich oft nicht mehr zu Entscheidungen entschließen könne und Angst habe, nicht mehr hinaus zu können. Seine Kritik habe aber nichts mit seiner politischen Ansicht, vielmehr mit seiner „Weltanschauung“ zu tun: Auch wenn der Besitz gleichmäßig verteilen wäre, so dass jeder genug zu essen und zu leben hätte, blieben „die Daseinsfragen, die uns quälen, damit um keinen Schritt ihrer Lösung nähergerückt“. In der Liebesnacht Danielas mit Karl vor seiner Abreise zum Duell wandert er durch den Park und beobachtet offenbar das Paar. Darauf weist seine Äußerung hin: „[D]as ist nun die Regel dieses Lebens hier, immer ausschmücken, und da muss denn so etwas Dramatisches Effekt machen, Todesgefahr ist eine Art bengalischer Beleuchtung. Dagegen kommt natürlich ein einfacher Werktagsmensch wie ich nicht auf.“

### Abschiede
Auf der Rückreise vom glücklich verlaufenden Duell denkt Karl an die Nacht mit Daniela im Park: „Es mochte nicht ganz leicht sein, da wieder anzuknüpfen, als sei nichts geschehen. Aber schließlich [ist] er doch nicht verpflichtet, tot zu sein.“ Bei seiner Ankunft blickt Daniela ihn nicht an und schaut sich, ein wenig abseits, ruhig, als gehörte sie nicht dazu, die Familienbegrüßung an. Doch er meint zu wissen, sie könne ihm nicht immer ausweichen und fühlt sich „ordentlich erhoben von dem starken männlichen Besitz- und Machtbewusstsein“. Als er nach dem Abendessen nach ihrer Hand greift, entzieht sie ihm diese und sagt: „Bitte, lassen Sie […] Ach, Karl Erdmann, Sie gehören auch zu jenen, die nie verstehen.“
Kurz darauf erschießt sich Dorn im Park. Daniela kniet neben seiner Leiche mit dem „strahlenden Glanz überstarken Fühlens“ in den Augen, „der auch im Schmerz etwas wie die Erregung eines Glückes in sie hineinlegt[-].“ Dann begleitet sie die Bahre, als würde dort „etwas getragen, das ihr gehört[-]“, pflückt die Lilien ihrer Gastgeberin und legt sie auf die Brust des Toten. Unterdessen beklagt Frau von Wallbaum ihre Blumen und die Familie rätselt über den Grund des Suizids: Dorn sei es hier doch gut gegangen. Es sei die Lebensschwäche der Jugend. Daniela erklärt Karl, sie wisse, dass Dorn wegen ihr gestorben sei. Als er sie beruhigen will, der Lehrer sei psychisch krank gewesen, antwortet sie ihm: „Sie wissen nicht, Karl Erdmann, wie schrecklich es ist, wenn etwas so unendlich Großes wie solch eine Liebe uns ganz nahe gewesen ist, und wir haben sie nicht beachtet, und wir haben es geschehen lassen, dass sie sich still fortschleicht. […] Sagen Sie nichts, Karl Erdmann, Sie können das nicht verstehen.“ Am nächsten Morgen verabschiedet sie sich nur von ihrer Freundin und reist ab.
Karl kehrt nach zur Garnison zurück. Der Gedanke erschüttert ihn, Dorn habe nicht mehr alltäglich sein wollen, und er sei wieder alltäglich. Sein spätes Verstehen ist „bitterer noch als das Nichtverstehen“. Oda bestärkt ihn in seinem frühzeitigen Abschied: 
„[W]ir wehren uns nicht. Wir liegen in der Hängematte und lassen uns von unserem Kummer einhüllen und einwiegen. Nein, ich glaube, ein Mann, der noch etwas tun will, der sollte mit seinem Kummer nicht hier bei uns bleiben.“

## Interpretation
Von Wiese hat die Novelle Am Südhang in seine Auswahl der Novelleninterpretationen zur Repräsentation einer bestimmten literaturgeschichtlichen Stufe aufgenommen: als Übergang von der Prosa Schnitzlers zu der Musils und Kafkas. In seiner Interpretation betont er, mit einem Hinweis auf Brinkmann, die Subjektivität der Darstellung: Es gebe nur wenige „objektive Begebenheiten“. Die Geschichte werde überwiegend aus dem Blickwinkel Karls erzählt. Aber die „sublime Ironie des Erzählers“ entlarve diese Perspektive „weitgehend als unzulänglich“ und mache sowohl den Protagonisten als auch seinen Lebenskreis „am Südhang“ in ihrer „normierten Mittelmäßigkeit“ sichtbar. Aber es dominiere die „Erlebnisperspektive“ und der Erzähler mische sich „nirgends mit seinen eigenen Gedanken und Urteilen ein, weder in das Geschehen noch in die Stimmungen der Personen“. Er lasse seinen Personen ihre Illusionen, aber er schaue ihnen eher „wehmütig“ zu. Dadurch entstehe der Eindruck eines „subjektiven Mitschwingen[s] des Erzählers mit dem jeweiligen individuellen ‚Fühlen‘ seiner Gestalten“ und seiner Zugehörigkeit, vielleicht aus „Mitleid“ oder „aus eigener Existenzschwäche“, aber auch aus „traurige[r] Einsicht in das Fragwürdige, Unzulängliche, zuweilen Peinliche dieser inneren Zustände“. Auf dem „Umweg über die Ironie“ gewinne der Erzähler jedoch „die künstlerische Distanz zum Dargestellten erneut“, v. a. im Bereich der Gesellschaft. Im wechselseitigen Bezug der Personen und in der künstlerischen Objektivierung ihrer subjektiven Wirklichkeit gelange der Autor „zu einer Enthüllung der inneren und äußeren Daseinsformen, die das eigentliche Ziel seines Erzählens“ sei. So gehe „vom Ganzen der Erzählung […] eine desillusionierende Wirkung aus“. Der verwöhnte Lebensstil werde zwar „nicht direkt entwertet, aber erheblich relativiert“.
Illies setzt sich in seinem Artikel von den vorherrschenden Interpretationen ab, in der zwei Deutungen dominant seien: 
- Keyserlings Thematisierung einer moribunden, dekadenten Welt, deren Scheitern mit melancholischer Sympathie beschrieben werde und die mit der Biographie des Autors und dem Untergang des baltischen Adels korreliere. Thomas Manns Nachruf[42] sei Ausgang dieser Deutung, Mosebachs Nachwort[43] habe diesen Interpretationsansatz in seinem Lob der Literatur als Erinnerung an untergegangene Welten weitergeführt.
- Keyserlings Sprache werde als duftiger „Impressionismus“ beschrieben.[44]

Illies widerspricht beiden Interpretationen, bzw. relativiert oder verstärkt sie, und führt die Novelle Am Südhang als Beleg an: Keyserlings Erzählungen seien „eine einzige Persiflage auf Menschen, die nach Schönheit dürsten, um die Lebenswirklichkeit zu ertragen“. Der Schriftsteller zähle zu den Dekonstruktivisten. Aus dieser Perspektive sei nicht mehr seine barmherzige Wärme wahrzunehmen, sondern seine Kälte zu spüren, sein „Spott über den Ästhetizismus, die Entlarvung dekadenter Illusionen und der Todessehnsucht als Modeerscheinung“. Jeder Fluchtversuch der Protagonisten, z. B. der Karls, ende in der Schleife, aus der es kein Entkommen gebe. „Die fehlende Selbstreflexion und Selbsterkenntnis“ sei „die Distinktion der adeligen Klasse“.
Illies beruft sich auf Interpreten in den frühen siebziger Jahren (Karlheinz Deschner, Walter Jens, Hans Bender und Rainer Gruenter), die in Keyserling den „Revolutionär“ sahen und seine Bücher als Gesellschaftsromane bezeichneten, was aber in der Kulturszene im Vergleich mit den damals klar prononcierten sozialkritischen Romanen nicht erkannt worden sei. Nach Abebben dieser Welle könne jetzt „die Komplexität Keyserlings“ wahrgenommen werden, der neben seiner formalen Kühnheit der Dekonstruktion einer Sprache „mit wenigen Pinselstrichen“ Personen zu zeichnen verstehe sowie eine „Stimmungsdichte“ in der „Beschreibung der Atmosphären von Innenräumen und Naturräumen“ evoziere.
Illies verweist in diesem Zusammenhang auf literaturwissenschaftliche Untersuchungen zur „Ironie als grundsätzliche Erzählhaltung Keyserlings“ und kommt zu dem Schluss, damit sei „das traditionelle Keyserling-Bild mit dem unterstellten Erzählmotiv der verklärenden Erinnerung endgültig überholt“:
- Nach Brinkmann sind alle in den Erzählungen geäußerten Gedanken und Meinungen an die Perspektive der Romanfiguren gebunden und werden nicht weiter kommentiert ("Objektivierung des Subjektiven"), sind also nicht als Aussagen des Autors zu verstehen.
- Alleman zeige in seiner „Theorie der literarischen Ironie“[45] „dass gerade das Fehlen direkter Ironiesignale einen ironischen Text kennzeichnen“.
- Gutmann[46] weise auf die indirekte Form der Ironie Keyserlings als „Mittel der Distanz“ des Autors zu seinen Figuren hin, „wodurch die dargestellte Wirklichkeit immer als subjektiv gekennzeichnet“ sei, und belege durch die Beschreibung des ironischen Erzählverhaltens die künstlerische Souveränität des Schriftstellers.

## Rezeption
Der baltische Erzähler Keyserling war vor dem Ersten Weltkrieg europaweit, wie 15 Wikipedia-Artikel zeigen, ein vielgelesener Autor, der u. a. von Hermann Hesse, Thomas Mann, Herman Bang und Arthur Schnitzler gewürdigt wurde. Nach v. Wiese hat seine relativ begrenzte Thematik der mit „impressionistischen Darstellungsmitteln“ wehmütig verklärten untergehenden Welt des kurländischen Adels seither an Aktualität verloren, seine Poesie sei aber zu Unrecht vergessen. Er hat deshalb die Novelle „Am Südhang“ in seine Auswahl der Novelleninterpretationen aufgenommen, auch als Repräsentation einer bestimmten literaturgeschichtlichen Stufe: des Übergangs von der Prosa Schnitzlers zu der Musils und Kafkas.
Seitdem hat es weitere Rettungsversuche von Härtling, Reich-Ranitzki und Mosebach gegeben, die Novelle wurde verfilmt, für die Bühne bearbeitet und immer wieder von verschiedenen Verlagen als Buch und als Fischer-E-book (2011) angeboten.

## Adaptionen

### Film
- Am Südhang. Fernsehfilm, BRD, 1980, (95 min), Regie: Michael Verhoeven, Drehbuch: Manfred Bieler, Kamera: Michael Epp. Darsteller:  Helmut Zierl (Karl), Martin Halm (A. Dorn), Edie Samland (Oda), Ursula Dirichs (F. v. W.), Michael Gahr (Ulich), Andrea Jonasson (Daniela), Ulrich von Dobschütz (Botho), Franz-Otto Krüger (Herr v. W.), Till Demtrøder (Leo), Natascha Unbehaun (Heida), Carin Braun (Frl. Undamm)
- Comédie d'été (Eine Sommergeschichte), Frankreich 1989. Regie: Daniel Vigne. Mit Maruschka Detmers, Rémi Martin und Jean-Claude Brialy.

### Theater
- Am Südhang. Für die Bühne bearbeitet von Barbara Bürk, Schauspiel Frankfurt, Kammerspiele, Uraufführung: 21. Februar 2020.[51]